# Toumnia
Toumnia (auch: Tamnya, Toummia) ist ein Dorf in der Landgemeinde Dakoussa in Niger.

## Geographie
Das Dorf befindet sich rund fünf Kilometer südwestlich des Hauptorts Dakoussa der gleichnamigen Landgemeinde, die zum Departement Takeita in der Region Zinder gehört. Zu weiteren Siedlungen in der Umgebung von Toumnia zählen Bargouma im Südosten, Bilmari im Süden und Sadakaram im Südwesten.
Es herrscht das Klima der Sahelzone vor, mit einer durchschnittlichen jährlichen Niederschlagsmenge zwischen 300 und 400 mm.

## Geschichte
Die französische Kolonialverwaltung richtete vor 1918 einen Kanton Dakoussa mit Toumnia als Hauptort ein. Bei einer Untersuchung im Jahr 1990 wurde beim Befall mit der Saugwürmer-Art Schistosoma haematobium unter den 10- bis 13-Jährigen im Ort eine Prävalenz von 44 Prozent festgestellt.

## Bevölkerung
Bei der Volkszählung 2012 hatte Toumnia 2366 Einwohner, die in 346 Haushalten lebten. Bei der Volkszählung 2001 betrug die Einwohnerzahl 1772 in 285 Haushalten und bei der Volkszählung 1988 belief sich die Einwohnerzahl auf 1224 in 187 Haushalten.
Die Bevölkerungsdichte in diesem Gebiet ist mit über 100 Einwohnern je Quadratkilometer hoch.

## Wirtschaft und Infrastruktur
Das Gebiet der Ebenen im Süden der Region Zinder, in dem Toumnia liegt, ist von einer anhaltenden Degradation der ackerbaulichen Flächen gekennzeichnet, die mit der hohen Bevölkerungsdichte in Zusammenhang steht. Mit einem Centre de Santé Intégré (CSI) ist ein Gesundheitszentrum im Dorf vorhanden. Es verfügt über ein eigenes Labor und eine Entbindungsstation. Der CEG Toumnia ist eine allgemein bildende Schule der Sekundarstufe des Typs Collège d’Enseignement Général (CEG). Die Niederschlagsmessstation in Toumnia wurde 1981 in Betrieb genommen.